# Ipotesi di una sconfitta
Ipotesi di una sconfitta è un romanzo di Giorgio Falco, pubblicato nel 2017. Il libro ha suscitato grande interesse, vincendo nel 2018 il Premio Napoli e il Premio Pozzale Luigi Russo e nel 2019 risultando finalista al Premio Bergamo e vincendo il Premio Biella Letteratura e Industria.

## Trama
Romanzo autobiografico in cui lo scrittore utilizza il proprio nome e fa riferimenti generalmente espliciti ai luoghi di lavoro da lui menzionati.
Il primo capitolo è dedicato al padre, giunto a Milano nel 1956 dalla natia Sicilia. Il giovane aveva allora vent'anni e trovò lavoro nell'azienda Comunale di autotrasporti, diventando autista e alternativamente bigliettaio dei tram e degli autobus milanesi. La carriera del padre fu lineare; dopo un incidente di guida, ottenne lo spostamento in ufficio. Per un lungo periodo fece il doppio lavoro, come autista il mattino, come istruttore di scuola guida nel pomeriggio. Andò in pensione festeggiato da tutti i colleghi.
La vicenda del padre avrebbe dovuto preparare il giovane Giorgio Falco a un futuro nel quale la stabilità lavorativa doveva avere un posto centrale. Invece Falco racconta di essere stato uno studente poco propenso alle scelte nette. Fondamentalmente per questa ragione, a 17 anni cerca un lavoro estivo in cui assembla spillette, guadagnando quasi nulla. Gli anni successivi vedono il giovane piuttosto assente all'università, pochissimo interessato a una carriera, spesso impiegato nelle mansioni più svariate: fa l'accompagnatore e autista, il commesso, il magazziniere; viene anche assunto per svolgere un inventario. Le esperienze lavorative hanno molti aspetti umilianti e talora drammatici e, quasi sempre, è lui stesso a licenziarsi. Nel 1993 decide di lasciare la casa paterna, rinunciando tra l'altro all'uso delle automobili che il padre non manca di acquistare.
Trasferitosi nel Veneto, Falco trova facilmente impiego nel settore della telefonia, che a cavallo degli anni 2000 era in grande espansione. Per alcuni anni il lavoro è molto sicuro e relativamente ben pagato; esistono dei riferimenti sindacali e i lavoratori godono di alcune importanti tutele. Tuttavia la situazione di contatto con i colleghi è completamente diversa da quanto finora sperimentato da Falco, perciò, quando il settore comincia a scivolare verso una crisi inarrestabile, aumenta in modo preponderante la presenza di persone sfruttate al massimo e poco sensibili alla solidarietà, perché troppo prese dalla riuscita personale, basata su compensi sempre più ridotti.
Intanto Falco ha iniziato a scrivere e e ha pubblicato un primo libro: Pausa caffè. Il suo disagio lavorativo è destinato ad aumentare, anche a causa del senso di estraneità che i colleghi gli dimostrano. Inoltre, trovandosi tra gli assunti da un tempo maggiore, egli gode ancora di una posizione economica e sindacale che molti colleghi, assunti a condizioni meno vantaggiose, invidiano. Trasferitosi a Roma e poi nuovamente a Milano, continua a scrivere e pubblicare, ma nel lavoro si isola sempre più, fino a occupare uno sgabuzzino dal quale non esce neppure per andare in bagno, arrivando a urinare in una bottiglia che si porta al lavoro per questo scopo.
Il distacco e l'incomprensione che Falco avverte sempre più crescenti verso l'ambiente lavorativo, lo portano un giorno a prendere un lungo congedo per malattia. Gli è stato infatti contestato l'uso dello sgabuzzino; ma egli non riesce più ad affrontare i colleghi. Dopo aver consultato un medico del lavoro, dopo aver trascorso anche un periodo di riposo in montagna, presenta le sue dimissioni. Aveva pubblicato altri libri e, almeno in apparenza, la strada per la letteratura ora sembra appartenergli totalmente.

## Edizioni
- Giorgio Falco, Ipotesi di una sconfitta, Einaudi, Torino 2017